# Luciano Laurenzi
Luciano Laurenzi (geb. 30. Juni 1902 in Triest, Österreich-Ungarn; gest. 25. Oktober 1966 in Udine, Italien) war ein italienischer Klassischer Archäologe. Er war Direktor von 1941 bis 1943 der Scuola Archeologica Italiana di Atene in Athen und in den 1930er-Jahren maßgeblich an Ausgrabungen und Rekonstruktionen auf den Dodekanes-Inseln beteiligt.

## Leben
Luciano Laurenzi schloss sein Studium an der Universität von Bologna ab.  Von 1925 bis 1927 war er an der Scuola Archeologica Italiana di Atene tätig. Von 1928 bis 1938 war er in verschiedenen Funktionen an einer archäologischen Mission auf der Insel Kos beteiligt, die insbesondere nach dem Erdbeben vom 23. April 1933, bei der große Teile der Stadt Kos zerstört wurden, beträchtliche Erfolge hatte, da unter den Trümmern der Stadt viele Relikte aus dem Mittelalter, der Besetzung durch das Römische Reich und des Hellenismus gefunden wurden.
Nach seiner Rückkehr von den Dodekanes-Inseln war er in leitender Position in Mailand tätig und kehrte dann an die Scuola Archeologica Italiana di Atene zurück und übernahm am 1. Juli 1941 die Leitung des Institutes. Er wurde von den Schergen Nazi-Deutschlands bereits am darauffolgenden Tag der Bekanntgabe des Waffenstillstands von Cassibile (8. September 1943) verhaftet.
Luciano Laurenzi unterrichtete ab 1938 als Professor griechische und römische Kunstgeschichte in Mailand. Ab 1940 war er ordentlicher Professor an der Universität Pisa, bis er 1941 wieder nach Athen ging. Nach seiner Rückkehr lehrte er ab 1944 wieder in Pisa. Ab 1946 war er an der Universität Bologna Professor für klassische Kunstgeschichte und Direktor des Museo Civico Archeologico in Bologna.

## Schriften (Auswahl)
- Bosco Sacro e gli Atleti di Olimpia. Malipiero, Bologna 1960.
- Umanità di Fidia. "L'Erma" di Bretschneider, Rom 1961.